# Tsjornye ljoedi
De tsjornye ljoedi (Russisch: чёрные люди; "zwarte mensen") waren de stedelijke en plattelandsbevolking in Rusland van de 12e tot de 17e eeuw. Bij de plattelandsbevolking ging het om de zwarte-grondboeren (Черносошные крестьяне); de kleine boeren die op eigen grond leefden.
In de posads betaalden de inwoners staatsbelastingen in tegenstelling tot de belomesttsy. Ze werden vaak op basis van hun sociale en economische positie onderverdeeld in "eersterangs" (лучших), "doorsnee" (средних) en "groentjes" (молодших). Bij de staatshervormingen van Ivan IV kregen de stedelijke en plattelandsgemeenschappen van de tsjornye ljoedi meer effectief zelfbestuur met bestuurlijke, financiële en rechterlijke functies. De rol van de zelfbestuursorganen verdween in de 17e eeuw in verband met de ontwikkeling van de vojevodabesturen. Begin 18e eeuw raakte de term in onbruik.